# Rock Cup 2021-22
La Rock Cup 2021-22 fue la edición número 65 de la copa de fútbol de Gibraltar.  En esa temporada la copa fue disputada por doce clubes.
El torneo empezó el 6 de febrero de 2022 con los partidos de la primera ronda y terminó con la final el 7 de mayo del mismo año.
El campeón garantizó un cupo en la Liga Europa Conferencia de la UEFA 2022-23.

## Primera ronda
| Equipo 1      | Resultado                                                 | Equipo 2         | Fecha                | Estadio          |
| ------------- | --------------------------------------------------------- | ---------------- | -------------------- | ---------------- |
| Europa        | 6−1                                                       | Lynx             | 5 de febrero de 2022 | Estadio Victoria |
| St Joseph's   | 9−0 Archivado el 6 de febrero de 2022 en Wayback Machine. | Hound Dogs       | 5 de febrero de 2022 | Estadio Victoria |
| Glacis United | 0−0 (3-5 pen.)                                            | College 1975     | 6 de febrero de 2022 | Estadio Victoria |
| Manchester 62 | 2−5                                                       | Lincoln Red Imps | 6 de febrero de 2022 | Estadio Victoria |

## Cuartos de final
| Equipo 1        | Resultado                                                           | Equipo 2         | Fecha               | Estadio          |
| --------------- | ------------------------------------------------------------------- | ---------------- | ------------------- | ---------------- |
| Mons Calpe      | 1−1 (3-4 pen.)                                                      | Europa           | 8 de marzo de 2022  | Estadio Victoria |
| St Joseph's     | 1−1 Archivado el 13 de marzo de 2022 en Wayback Machine. (4-5 pen.) | College 1975     | 9 de marzo de 2022  | Estadio Victoria |
| Lions Gibraltar | 0−3                                                                 | Lincoln Red Imps | 10 de marzo de 2022 | Estadio Victoria |
| Bruno's Magpies | 3−0                                                                 | Europa Point     | 11 de marzo de 2022 | Estadio Victoria |

## Semifinales
| Equipo 1         | Resultado | Equipo 2        | Fecha               | Estadio          |
| ---------------- | --------- | --------------- | ------------------- | ---------------- |
| Lincoln Red Imps | 5−0       | College 1975    | 19 de abril de 2022 | Estadio Victoria |
| Europa           | 1−3       | Bruno's Magpies | 20 de abril de 2022 | Estadio Victoria |

## Final
| Equipo 1         | Resultado | Equipo 2        | Fecha             | Estadio          |
| ---------------- | --------- | --------------- | ----------------- | ---------------- |
| Lincoln Red Imps | 2−1       | Bruno's Magpies | 7 de mayo de 2022 | Estadio Victoria |

## Goleadores
- Actualizado el 7 de mayo de 2022.

| Pos. | Jugador          | Equipo           | Goles |
| ---- | ---------------- | ---------------- | ----- |
| 1    | Adil Azarkan     | Lincoln Red Imps | 4     |
| 2    | Antonio Pino     | Europa           | 3     |
|      | Juanfri          | St Joseph's      | 3     |
| 4    | Boro             | St Joseph's      | 2     |
|      | Julian Valarino  | St Joseph's      | 2     |
|      | Joseph Chipolina | Lincoln Red Imps | 2     |
|      | Kike Gómez       | Lincoln Red Imps | 2     |